# Un dels nostres
Un dels nostres (títol original en anglès: Goodfellas o GoodFellas) és una pel·lícula dramàtica de crim biogràfica estatunidenca de 1990 dirigida per Martin Scorsese, escrita per Nicholas Pileggi i Scorsese, i produïda per Irwin Winkler. És una adaptació cinematogràfica del llibre de no ficció Wiseguy de 1985 de Pileggi. Protagonitzada per Robert De Niro, Ray Liotta, Joe Pesci, Lorraine Bracco i Paul Sorvino, La pel·lícula narra l'ascens i la caiguda de l'associat de la màfia Henry Hill i els seus amics i família des de 1955 fins a 1980. Aquest film va ser doblat al català central i al valencià.
Scorsese va titular inicialment la pel·lícula Wise Guy i va posposar-ne la realització; ell i Pileggi després van canviar el títol a Goodfellas. Per preparar-se per als seus papers a la pel·lícula, Pesci i Liotta sovint parlaven amb Pileggi, qui compartia material de recerca sobrant de l'escriptura del llibre. Segons Pesci, la improvisació va sorgir dels assajos en què Scorsese donava als actors la llibertat de fer el que volguessin. El director va fer transcripcions d'aquestes sessions, va agafar les línies que més li agradaven i les va posar en un guió revisat, a partir del qual el repartiment va treballar durant la fotografia principal.
Goodfellas es va estrenar al 47è Festival Internacional de Cinema de Venècia el 9 de setembre de 1990, on Scorsese va rebre el Lleó de Plata al millor director, i es va estrenar als Estats Units el 19 de setembre de 1990 per Warner Bros. Pictures. La pel·lícula es va fer amb un pressupost de 25 milions de dòlars i en va recaptar 47 milions. Goodfellas va rebre una gran aclamació després del llançament: el consens de la crítica sobre Rotten Tomatoes l'anomena "probablement el punt àlgid de la carrera de Martin Scorsese". La pel·lícula va ser nominada a sis premis de l'Acadèmia, incloent-hi la millor pel·lícula i el millor director, i Pesci va guanyar el premi al millor actor secundari. La pel·lícula va guanyar cinc premis de l'⁣Acadèmia Britànica de les Arts del Cinema i la Televisió, incloent-hi la millor pel·lícula i el millor director. A més, Goodfellas va ser nominada millor pel·lícula de l'any per diversos grups de crítics.
Goodfellas és àmpliament considerada com una de les millors pel·lícules que s'han fet mai, especialment en el gènere de gàngsters. L'any 2000, es va considerar "important culturalment, històricament o estèticament" i va ser seleccionada per a la seva conservació al National Film Registry per la Biblioteca del Congrés dels Estats Units. El seu contingut i estil han estat emulats en nombrosos altres mitjans.

## Argument
Henry Hill, un jove amb ascendència irlandesa i siciliana de Brooklyn sempre ha somiat de ser gàngster. El seu somni es fa realitat quan es converteix, als 14 anys, en un noi de confiança de Paulie Cicero, un capo de la Família Lucchese del seu barri. Henry coneix Jimmy Conway, assassí despietat, i Tommy De Vito, els seus eterns companys. Aviat el trio Conway-Hill-De Vito es fa conèixer gràcies a dos cops audaços. Després de 2 estades a presó per a Henry, el descens als inferns comença quan maten un cap de la Família Gambino. Paral·lelament, els seus companys es llancen al tràfic d'estupefaents a gran escala.

## Repartiment
- Robert De Niro: Jimmy Conway
- Ray Liotta: Henry Hill
- Joe Pesci: Tommy De Vito
- Lorraine Bracco: Karen Hill
- Paul Sorvino: Paul Cicero (Paulie)
- Christopher Serrone: Henry Hill, de jove
- Frank Sivero: Frankie Carbone
- Tony Darrow: Sonny Bunz
- Chuck Low: Morris Kessler (Morrie)
- Illeana Douglas: Rosie
- Samuel L. Jackson: Stacks Edwards
- Catherine Scorsese: la mare de Tommy
- Charles Scorsese: Vinnie
- Frank Vincent: Billy Bats
- Tony Conforti: Tony
- Jérémy Sabban: Jimmy
- Debi Mazar: Sandy

## Producció

### Desenvolupament

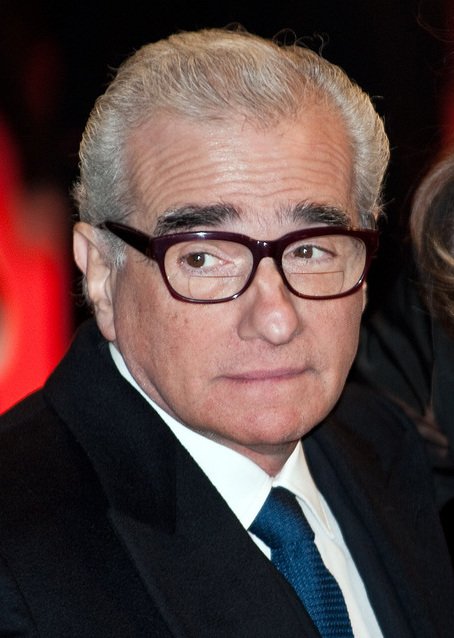
Martin Scorsese, el director de la pel·lícula, el 2010

Goodfellas es basa en el llibre Wiseguy del periodista de crims de Nova York Nicholas Pileggi. Martin Scorsese no tenia la intenció de fer una altra pel·lícula mafiosa, però va veure una ressenya del llibre de Pileggi, que després va llegir mentre treballava al plató de The Color of Money el 1986. Sempre havia estat fascinat per l'estil de vida de la màfia i el llibre de Pileggi el va atreure perquè pensava que era el retrat més honest de gàngsters que havia llegit mai. Després de llegir el llibre, Scorsese va saber quin enfocament volia adoptar: "Començar Goodfellas com una explosió i fer que vagi accelerant des d'allà, gairebé com un tràiler de dues hores i mitja. Crec que és l'única manera realment de percebre la il·lusió d'aquest mode de vida, i per captar per què molta gent s'hi sent atreta.". Segons Pileggi, Scorsese va trucar en fred a l'escriptor i li va dir: "He estat esperant aquest llibre tota la vida", a la qual cosa Pileggi va respondre: "He estat esperant aquesta trucada telefònica tota la meva vida."
Scorsese va decidir ajornar la realització de la pel·lícula quan es van materialitzar els fons el 1988 per fer The Last Temptation of Christ. Es va sentir atret pels aspectes documentals del llibre de Pileggi. "El llibre [Wiseguy] dona una sensació de la vida quotidiana, la monotonia, com treballen, com prenen el control de certes discoteques i per quins motius. Mostra com es fa". Va veure Goodfellas com la tercera pel·lícula d'una trilogia no planificada de pel·lícules que examinaven la vida dels italoamericans "des d'angles lleugerament diferents". Sovint ha descrit la pel·lícula com "una pel·lícula casolana sobre la màfia" que tracta sobre els diners, perquè "això és pel que realment estan en el negoci". Dues setmanes abans del rodatge, el veritable Henry Hill va rebre 480.000 dòlars.

### Guió
Scorsese i Pileggi van col·laborar en el guió, i al llarg dels dotze esborranys que van fer falta per arribar al guió ideal, el periodista va adonar-se que "l'estil visual havia de ser completament reformat... Així que vam decidir compartir el crèdit". Van escollir les seccions del llibre que els agradaven i les van ajuntar com a blocs de construcció. Scorsese va persuadir Pileggi que no calia seguir una estructura narrativa tradicional. Scorsese volia agafar el film de gàngsters i tractar-lo episodi per episodi, però començar pel mig i anar endavant i enrere. Scorsese va compactar les escenes, adonant-se que, si es fessin curtes, "l'impacte després d'aproximadament una hora i mitja seria fantàstic". Volia fer la veu en off com l'obertura de Jules i Jim (1962) i utilitzar "tots els trucs bàsics de la New Wave des de l'any 1961". Els noms de diversos gàngsters de la vida real van ser alterats a la pel·lícula: Tommy "Two Gun" DeSimone es va convertir en el personatge Tommy DeVito; Paul Vario es va convertir en Paulie Cicero, i Jimmy "The Gent" Burke va ser interpretat com Jimmy Conway. En el cas de Jimmy, el canvi de nom en realitat tenia una mica de veritat. Va néixer com a James Conway i només més tard va rebre el cognom Burke d'una de les famílies adoptives que va tenir en el seu pas pel sistema de protecció infantil. Scorsese va titular inicialment la pel·lícula Wise Guy, però més tard, ell i Pileggi van decidir canviar el títol de la seva pel·lícula a Goodfellas perquè dos projectes contemporanis, la pel·lícula de Brian De Palma de 1986 Wise Guys i la sèrie de televisió de 1987-1990 Wiseguy, havien utilitzat títols similars.

### Càsting
Una vegada que Robert De Niro va acceptar interpretar Jimmy Conway, Scorsese va poder aconseguir els diners necessaris per fer la pel·lícula. Ray Liotta, que interpretava a Henry Hill, havia llegit el llibre de Pileggi quan va sortir i li va fascinar. Un parell d'anys després, el seu agent li va dir que Scorsese dirigiria una adaptació cinematogràfica. El 1988, Liotta es va reunir amb Scorsese durant un parell de mesos i va fer una audició per a la pel·lícula. Ell va fer una campanya agressiva per aconseguir un paper, tot i que la Warner Bros. Pictures volia un actor conegut; més tard va dir: "Crec que haurien preferit tenir Eddie Murphy que jo". Scorsese va triar Liotta després que De Niro el veiés a Something Wild de Jonathan Demme (1986); Scorsese va quedar sorprès per "la seva energia explosiva" en aquella pel·lícula. Al Pacino i John Malkovich van ser considerats per al paper de Conway, i Sean Penn, Alec Baldwin, Val Kilmer i Tom Cruise van ser considerats per al paper de Hill.
Per preparar-se per al paper, De Niro va consultar amb Pileggi, que tenia material d'investigació que havia estat descartat mentre escrivia el llibre. De Niro sovint va trucar a Hill diverses vegades al dia per preguntar-li com caminava en Burke, com agafava el cigarret, etc. Conduint anant i tornant del plató, Liotta va escoltar cintes de casset d'àudio de l'FBI de Hill, perquè pogués practicar parlant com el seu homòleg de la vida real. Madonna va ser considerada per al paper de Karen Hill. Per investigar el seu paper, Lorraine Bracco va intentar apropar-se a una dona de la màfia, però no va poder, perquè existeixen en una comunitat molt unida. Va decidir no conèixer la Karen real, dient que "pensava que seria millor que la creació vingués de mi. Vaig utilitzar la seva vida amb els seus pares com a pauta emocional per al paper". Paul Sorvino No va tenir cap problema per trobar la veu i la manera de caminar del seu personatge, però va trobar difícil trobar el que va anomenar "aquell nucli de fredor i duresa absoluta que és antitètic a la meva naturalesa, excepte quan la meva família està amenaçada".
L'antic fiscal del Tribunal del Districte dels Estats Units per al Districte Oriental de Nova York, Edward A. McDonald, va aparèixer a la pel·lícula com ell mateix, recreant la conversa que va mantenir amb Henry i Karen Hill sobre la incorporació al Programa de Protecció de Testimonis. McDonald, que era amic de Pileggi, va ser elegit impulsivament; mentre un localitzador d'escenaris estava fent fotos de la seva oficina, McDonald va fer un comentari casual que estaria encantat de fer de si mateix si calgués. Pileggi el va trucar una hora més tard preguntant si ho deia seriosament, i va ser elegit. L'escena no estava prevista al guió, amb McDonald improvisant la línia que es referia a Karen com a "babe-in-the-woods".

### Fotografia
La pel·lícula es va rodar a Queens, estat de Nova York, Nova Jersey, i parts de Long Island durant la primavera i l'estiu de 1989, amb un pressupost de 25 milions de dòlars. Scorsese va desglossar la pel·lícula en seqüències i va fer un storyboard de tot pel complicat estil que es mantenia durant tota la producció. El cineasta va declarar: "Volia molt moviment i volia que estigués present durant tota la pel·lícula, i volia que l'estil es descompongués al final, de manera que en l'últim dia com a gàngster de Henry, fos com si tota la pel·lícula estigués fora de control, fent l'efecte que simplement sortiria disparat del precipici i volaria fora". Va afegir que l'estil de la pel·lícula prové dels primers dos o tres minuts de Jules i Jim (1962): narració extensa, edicions ràpides, fotogrames congelats i múltiples canvis de localització. Va ser aquesta actitud temerària cap a les convencions la que reflectia l'actitud de molts dels gàngsters de la pel·lícula. Scorsese va adoptar un estil frenètic per gairebé aclaparar l'audiència amb imatges i informació. També va posar molts detalls a cada fotograma perquè creia que la vida dels gàngsters és així de rica. Es van utilitzar fotogrames congelats per a determinades escenes perquè Scorsese volia destacar que "s'estava arribant a un punt" en la vida de Henry.
Joe Pesci no va jutjar el seu personatge, però va trobar difícil de fer l'escena on mata Spider per respondre al seu personatge, perquè va tenir problemes per justificar l'acció fins que es va obligar a sentir com Tommy. Bracco va trobar que el rodatge era emocionalment difícil perquè era un repartiment molt dominat per homes, i va adonar-se que si no feia que el seu "treball fos important, probablement acabaria al sòtan de sala de muntatge". Quan es tractava de la relació entre Henry i Karen, Bracco no va veure cap diferència entre una dona maltractada i el seu personatge.
Segons Pesci, la improvisació va sorgir dels assajos en què Scorsese deixava que els actors fessin el que volguessin. Va fer transcripcions d'aquestes sessions, va prendre les línies que els actors van plantejar que més li agradaven i les va posar en un guió revisat amb el qual va treballar el repartiment durant la fotografia principal. Per exemple, l'escena en què Tommy explica una història i el Henry li respon: "Com que és divertit? Et diverteixo?" escena—es basa en un esdeveniment real que va viure Pesci. Pesci estava treballant de cambrer quan va pensar que feia un compliment a un mafiós dient que era “divertit”; tanmateix, el comentari no es va prendre bé. Es va treballar en els assajos on ell i Liotta improvisaven, i Scorsese enregistrava quatre o cinc tomes, reescrivia el seu diàleg i l'introduïa en el guió. L'escena del sopar amb la mare de Tommy (interpretada per la mare de Scorsese, Catherine) també es va improvisar, amb l'única línia amb guió: "Tommy t'ha parlat de la meva pintura?" La pintura de la mare de Tommy de l'home barbut amb els gossos va ser pintada per la mare de Nicholas Pileggi i basada en una fotografia de l'edició de novembre de 1978 de la revista National Geographic. El repartiment no va conèixer Henry Hill fins a unes setmanes abans de l'estrena de la pel·lícula. Liotta el va conèixer en una ciutat no revelada; Hill havia vist la pel·lícula i li va dir a l'actor que li encantava.
La llarga presa en seqüència a través del club nocturn Copacabana va sorgir a causa d'un problema pràctic: els cineastes no van poder obtenir permís per entrar pel camí més curt, i això els va obligar a passar pel darrere. Scorsese va decidir filmar la seqüència en un pla ininterromput per simbolitzar que la vida sencera de Henry estava per davant d'ell, comentant: "És la seva seducció d'ella [Karen] i també és l'estil de vida que el sedueix". Aquesta seqüència es va rodar vuit vegades.
L'últim dia de Henry com a gàngster va ser la part més difícil de rodar per a Scorsese, ja que volia mostrar adequadament l'estat d'ansietat, paranoia i pensaments accelerats causats per la intoxicació de cocaïna i amfetamines. En una entrevista amb el crític de cinema Mark Cousins, Scorsese va explicar el motiu pel qual Pesci va disparar a la càmera al final de la pel·lícula, "bé, això és una referència just al final de The Great Train Robbery, aquesta és la manera que acaba, aquesta pel·lícula, i bàsicament la trama d'aquesta imatge és molt semblant a The Great Train Robbery. "No ha canviat, 90 anys després, és la mateixa història, els trets de pistola sempre estaran presents, sempre mirarà darrere seu, ha de tenir ulls darrere seu, perquè algun dia el capturaran." El director va acabar la pel·lícula amb en Henry lamentant no ser ja un gàngster, sobre el qual Scorsese va dir: "Crec que l'audiència hauria d'enfadar-se amb ell i espero que ho facin, i potser també amb el sistema que permet això."

### Post-producció
Scorsese volia representar la violència de la pel·lícula de manera realista, "freda, insensible i horrible. Gairebé casual". No obstant això, va haver d'eliminar 10 fotogrames de sang per garantir una qualificació R de la MPAA. Amb un pressupost de 25 milions de dòlars, Goodfellas va ser la pel·lícula més cara de Scorsese fins aquell moment, però encara només un pressupost mitjà per als estàndards de Hollywood. També va ser la primera vegada que Warner l'obligava a previsualitzar la pel·lícula. Es va mostrar dues vegades a Califòrnia, i un munt de públic es va exaltar pel fragment de l'últim dia d'en Henry com a gàngster. Scorsese va argumentar que aquest era el punt de la seqüència. Scorsese i l'editora de la pel·lícula, Thelma Schoonmaker, van fer que aquesta seqüència fos més ràpida amb més retallades per transmetre el punt de vista de Henry amb les drogues. En la primera projecció de proves, hi va haver 40 persones que van marxar en els primers deu minuts. Una de les escenes preferides per al públic de prova va ser l'escena "Divertit com un pallasso? Et diverteixo?".

## Premis i nominacions

### Premis
- 1991: Oscar al millor actor secundari per Joe Pesci
- BAFTA al millor vestuari per Richard Bruno
- BAFTA a la millor direcció per Martin Scorsese
- BAFTA al millor muntatge per Thelma Schoonmaker
- BAFTA a la millor pel·lícula
- BAFTA al millor guió adaptat per Nicholas Pileggi i Martin Scorsese

### Nominacions
- Oscar a la millor pel·lícula
- Oscar al millor guió adaptat per Nicholas Pileggi i Martin Scorsese
- Oscar a la millor actriu secundària per Lorraine Bracco
- Oscar al millor director per Martin Scorsese
- Oscar al millor muntatge per Thelma Schoonmaker
- BAFTA al millor actor per Robert De Niro
- BAFTA a la millor fotografia per Michael Ballhaus
- César a la millor pel·lícula estrangera

## Al voltant de la pel·lícula
- Un dels nostres va ser rodada des del 3 de maig al 9 d'agost 1989 a l'Estat de Nova York, a Chicago, a Nova Jersey i a Florida.
- La pel·lícula és inspirada en el llibre Wise Guy , de Nicholas Pileggi, que va participar amb Scorsese en l'escriptura del guió.
- Aquesta pel·lícula es va inspirar en una història veritable: la de Henry Hill, que va anar evolucionant en una de les famílies del crim organitzat de Nova York: la Família Lucchese dirigida per Paul Vario, Paul Cicero (Paul Sorvino) a la pel·lícula. Jimmy Conway (Robert De Niro) és en realitat James Burke. Tommy DeVito (Joe Pesci) era Thommas DeSimmone.
- La paraula «fuck» és pronunciada 246 vegades a la pel·lícula, principalment per Joe Pesci.
- La pel·lícula va permetre a Ray Liotta de trobar-se per primera vegada de cap de cartell, cosa que li va permetre ser conegut pel gran públic.
- De Niro, sent un alumne de l'Actor's Studio, va contactar moltes vegades amb el verdader Henry Hill per consultar-lo sobre el personatge que encarnava fins a demanar-li la manera com Jimmy Conway agafava la seva cigarreta.
- Els familiars de Scorsese participen en el repartiment de la pel·lícula; Catherine interpreta la mare de Joe Pesci, Charles encarna un dels caps de la família.
- Frase de culte a la pel·lícula, pronunciada pel jove Henry Hill «As far back as I can remember, I've always wanted to be a gangster», que significa «des que tinc memòria, sempre he somiat ser un gàngster»...
- Està classificada en el quinzè lloc en la llista de les millors pel·lícules de tots els temps en el lloc web de referència IMDB amb una nota de 8,8/10.
- Martin Scorsese ha reconegut alguns anys després de la sortida de la pel·lícula que s'havia inspirat en Hi havia una vegada a Amèrica  de Sergio Leone (1984); d'altra banda, el nom de Jimmy Conway és un homenatge al personatge de James Conway interpretat per Treat Williams en aquesta pel·lícula.